# Миодраг Ибровац
Миодраг Ибровац (Горњи Милановац, 6/24. август 1885 — Београд, 21. јун 1973) био је српски историчар књижевности, романист, академик и професор Универзитета у Београду.

## Биографија
Пре Другог светског рата француски државни докторат стекли су само два Србина, Александар Арнаутовић (Скерлићев секретар) и Миодраг Ибровац.
Завршио је факултет 1907, а од 1911. предаје у београдској реалци. Ибровац је, с прекидима, од 1924. до 1958. године био редовни професор Филолошког факултета Београдског универзитета на Катедри за француски језик и књижевност (где је наследио Богдана Поповића), дописни члан САНУ постаје 1968. године, а редовни 1970. године. Био је члан српске делегације на мировној конференцији у Версају после Првог светског рата.
Један је од оснивача српског ПЕН центра.
Био је председник Друштва за културну сарадњу Југославија-Француска. Супруга му је била Јелисавета (Савчица) Ибровац, рођ. Поповић († 1934).

## Дела
Писао је о М. Ракићу, Огисту Дозону, Копитару и Гриму,
француском симболизму, народним песмама, рецепцији наше културе у Француској и обратно, Ронсару, Волтеру, Виктору Игоу, Гетеу, Вуку, Ренану итд. Писао је приказе, критике и пригодне чланке.
Главни радови
- , 1918.
- , Ligue des universitaires serbo-croato-slovènes, Париз, 1918.
- (1923)
- La poésie yougoslave contemporaine, Revue internationale des Etudes balkaniques, Београд, 1937.
- Anthologie de la poésie yougoslave des XIXe et XXe siècles, (увод и белешке М. Ибровац; у сарадњи са Савком Ибровац), Delagrave, Париз, 1935.
- Essai de Bibliographie française de la Littérature yougoslave, с Павлом Поповићем, Librairie Félix Alcan, Париз, 1931.
- Les sources des "Trophées" : thèse complémentaire pour le doctorat ès lettres présentée à la Faculté des Lettres de l`Université de Paris, Les presses françaises, Париз, 1923. (награда Француске академије)[6]

Преводи
- Алфонс Доде, Нума Руместан, И. Ђ. Ђурђевић, Сарајево, 1918.
- Блез Паскал, Мисли, (с Јелисаветом Ибровац Поповић), 2 књиге, БИГЗ, Београд, 1980.
- Елин Пелин, Приповетке, Б. О. Дачић, Београд, 1907. (превод с бугарског)